# 離珠三
離珠三（ 寶瓶座1，縮寫為1 Aqr）是在寶瓶座的一顆光譜聯星。 寶瓶座1是佛氏命名法賦予的名稱，它的光譜類型為K1III，是顆K型巨星。除了光譜的伴星之外，離珠三它還有兩顆沒有物理關聯性的光學伴星。
離珠三還是個眾所皆知的紅外線光源。